# Cryptic Writings
Cryptic Writings är ett musikalbum av Megadeth, utgivet den 17 juni 1997. Albumet var bandets sista skiva som sålde platina i USA. Musiken är, i likhet med de andra utgåvorna på 1990-talet, en lättare form av hårdrock jämfört med den tidiga thrash metal som bandet är känt för. En del låtar anknyter dock till dessa rötter.
De politiska och militäriska undertonerna har fullständigt tonats ned på detta album, delvis till följd av påtryckningar från skivbolaget. Två låtar som ansågs ha opassande texter återfinns på den nyutgåva med förbättrad ljudkvalitet som utkom 2004.

## Låtlista
Alla låtar skrivna av Dave Mustaine där inget annat anges.
Sida ett
1. "Trust" (Dave Mustaine/Marty Friedman) - 5:11
2. "Almost Honest" (Dave Mustaine/Marty Friedman) - 4:03
3. "Use the Man" (Dave Mustaine/Marty Friedman) - 4:36
4. "Mastermind" - 3:45
5. "The Disintegrators" - 2:50
6. "I'll Get Even" (Dave Mustaine/Marty Friedman/David Ellefson/Brian Howe) - 4:24

Sida två
1. "Sin" (Dave Mustaine/David Ellefson/Nick Menza) - 3:08
2. "A Secret Place" - 5:25
3. "Have Cool, Will Travel" - 3:25
4. "She-Wolf" - 3:38
5. "Vortex" - 2:38
6. "FFF" (Dave Mustaine/Marty Friedman/David Ellefson/Nick Menza) - 2:38

### Extraspår på nyutgåvan från 2004
1. "Trust" (Spanish version) - 5:12
2. "Evil That's Within" - 3:22
3. "Vortex" (Alternate version) - 3:30
4. "Bullprick" - 2:47

Bonusspåren "Evil That's Within" och "Bullprick" är alternativa versioner av "Sin" respektive "FFF"

## Singlar
- 1997 - "Trust"
- 1997 - "Almost Honest"
- 1998 - "Use the Man"
- 1998 - "A Secret Place"

## Medverkande
- Dave Mustaine - sång, gitarr
- Marty Friedman - gitarr
- Nick Menza - trummor
- David Ellefson - elbas